# Ponte della Baia di Hangzhou
Il ponte della Baia di Hangzhou (杭州灣大橋T, 杭州湾大桥S, Hángzhōu Wān DàqiáoP) è un ponte che attraversa la baia di Hangzhou, nella costa orientale della Cina. Inaugurato il 14 giugno 2007, unisce la città di Shanghai con Ningbo nel provincia di Zhejiang. È il più lungo ponte oceanico al mondo. L'effettiva apertura al traffico si è svolta il 1º maggio 2008 con otto mesi d'anticipo sul progetto originale.
Il ponte è lungo 36 km, giunge a un'altezza massima di 63 m, e ha 3 corsie di marcia nelle due direzioni. La velocità di riferimento progettuale dell'opera è di 100 km/h e la sua durata utile prevista di 100 anni. Il costo totale dell'investimento è di 11,8 miliardi di renminbi, di cui il 35% proveniente da compagnie private della città di Ningbo ed il 59% dalla banca nazionale cinese e da altre banche regionali. Le compagnie private verranno remunerate tramite un pedaggio sulle automobili private che attraverseranno il ponte.
Il ponte della Baia di Hangzhou è il più grande ponte mai costruito in Cina; collega le città Cixi e Jiaxing. Il ponte è a forma di serpentina e si estende per 36 chilometri lungo il mare. La zona in cui è stato costruito è una zona sismica dove ci sono frequenti terremoti e uragani ed è stimato in grado di resistere a onde anomale e terremoti di grado 7 della scala Richter. Una parte del ponte si appoggia ad un'isola artificiale dove sono stati costruiti hotel, centri commerciali e una torre panoramica, perché questa costruzione attirerà milioni di turisti. Il ponte è anche una spinta all'economia del paese perché facilita i trasporti e il viaggio. Sul ponte si viaggia al massimo alla velocità di 100 km/h.